# Jesus Armamento Dosado
Jesus Armamento Dosado C.M. (sinh 1939) là một giám mục người Philipines của Giáo hội Công giáo Rôma. Ông ngyên là Tổng giám mục chính tòa Tổng giáo phận Ozamis trong vòng 35 năm từ năm 1981 đến năm 2006, Giám mục chính tòa Ozamis (sau là Tổng giáo phận), Giám mục Phụ tá Tổng giáo phận Cagayan de Oro và Tổng giáo phận Cebu.

## Tiểu sử
Tổng giám mục Jesus Armamento Dosado sinh ngày 1 tháng 9 năm 1939 tại Sogod, thuộc Philipines. Sau quá trình tu học tại các chủng viện theo quy định của Giáo luật, ngày 28 tháng 5 năm 1966, Phó tế Dosado, 27 tuổi tiến đến việc được truyền linh mục. Tân linh mục trở thành thành viên của dòng Truyền giáo [Congregation of the Mission, viết tắt là C.M.].
Với 11 năm công tác và chăm sóc mục vụ trên cương vị linh mục, ngày 31 tháng 10 năm 1977, tin tức từ Tòa Thánh cho biết Giáo hoàng đã tuyển chọn linh mục Jesus Armamento Dosado, C.M, làm Giám mục, cụ thể với chức danh Giám mục Phụ tá Tổng giáo phận Cebu với danh hiệu Giám mục Hiệu tòa Nabala. Các nghi thức truyền chức cho vị tân chức được cử hành sau đó vào ngày 25 tháng 1 năm 1978, với sự tham dự của ba giáo sĩ cao cấp chủ sự nghi thức. Chủ phong cho vị tân chức đó là Hồng y Julio Rosales y Ras, Tổng giám mục chính tòa Tổng giáo phận Cebu. Hai giáo sĩ khác trong vai trò là phụ phong gồm Tổng giám mục chính tòa Tổng giáo phận Davao Antonio Lloren Mabutas và Giám mục Teotimo Cruel Pacis, C.M., Giám mục chính tòa Giáo phận Legazpi. Tân giám mục chọn cho mình châm ngôn:Evangelizare pauperibus.
Bất ngờ, sau gần hai năm được tuyển chọn vào vị trí Giám mục Phụ tá cho Cebu, Tòa Thánh ấn kí quyết định ngày 4 tháng 6 năm 1979, qua đó, thuyên chuyển Giám mục Dosado làm Giám mục phụ tá Tổng giáo phận Cagayan de Oro.
Giám mục Dosado vẫn chưa ổn định được công việc, thì với tin tức truyền từ Tòa Thánh ngày 29 tháng 7 năm 1981, qua đó Giáo hoàng chuyể ông làm Giám mục chính tòa Giáo phận Ozamis. Gần hai năm sau đó, ngày 24 tháng 1 năm 1983, Tòa Thánh thông báo tin về việc nâng cấp Giáo phận Ozamis thành Tổng giáo phận, đồng thời tái bổ nhiệm giám mục Dosado ở lại đây với chức danh mới là Tổng giám mục chính tòa.
Ngày 4 tháng 10 năm 2016, Tòa Thánh chấp thuận đơn xin về hưu của Tổng giám mục Dosado, sau 35 năm trên cương vụ người lãnh đạo tinh thần ở Tổng giáo phận Ozamis.